# Martin Rinkart
Martin Rinkart (eller Rinckart enligt nyare uppgifter om stavningen) (1586-1649) var en tysk kyrkoherde.
Martin Rinkart föddes 23 april år 1586 i Eilenburg i Sachsen, och studerade både där och i Leipzig. Sedan sökte Rinkart tjänst som diakon i sin hemstad, men avvisades eftersom det ansågs olämpligt med en bygdens son. Istället blev Rinkart pastor i Neustadt,  Eisleben och Erdeborn, men år 1617 kom han tillbaka till Eilenburg, nu som kyrkoherde, vilket han förblev ända till sin död den 8 december år 1649. 
Enligt författarregistret i Den svenska psalmboken 1986 var Rinkart även kantor. Han är också representerad i danska Psalmebog for Kirke og Hjem.

## Psalmer
- Nu tacka Gud, allt folk från 1636. Finns på Wikisource.
- Med pelarstoder tolv står Herrens helga kyrka, tonsättning av melodin, som ännu finns med i moderna psalmböcker.